# Minnesota Vikings båtfestskandal
Minnesota Vikings båtfestskandal  var en påstådd sexfest på Lake Minnetonka den 6 oktober 2005, där sjutton nyckelspelare i Minnesota Vikings medverkade; inklusive Daunte Culpepper, Fred Smoot, Mewelde Moore, Pat Williams, Bryant McKinnie, Nate Burleson, Ralph Brown, Jermaine Wiggins, Troy Williamson (som då började sin rookiesäsong), Travis Taylor, Kevin Williams, Lance Johnstone, Moe Williams, och Willie Offord.
Två husbåtar hyrdes och några, men inte alla, spelare utförde sexuella handlingar inför besättningsmedlemmar. Prostituerade från Atlanta och Florida flögs in till festen för att utföra sexhandlingarna. Det var minst nittio personer på de två båtarna och Fred Smoot uppskattade senare att det var 100 kvinnor närvarande. En anonym före detta spelare i Minnesota Vikings hävdade att det inte är första gången som en sådan incident inträffat. Skandalen har ibland kallats Love Boat-skandalen efter tv-programmet, eller som Smoot Boat-skandalen i nyheterna.
Det påstås även ha tagits bilder på festen som visar människor som ägnar sig åt sexuellt umgänge. Fyra av spelarna åtalades för förseelser relaterade till händelserna. Skandalen blev en nyckelhändelse i lagets historia, vilket ledde till att huvudtränaren Mike Tice sparkades, och ersattes av Brad Childress, som skulle leda laget till 2009 års NFC-final.

## Händelsen
En kvinna ringde polisen runt 21:20 den 6 oktober 2005 för att rapportera att ungefär "sju svarta män" hade urinerat på hennes trädgård efter att ha lämnat en "stor busslimousine".
Kvinnan nämnde senare att männen "satt hos Al och Alma", namnet på charterkryssningsföretaget som spelarna i Vikings senare påstods ha använt för festen.
Stephen Doyle, advokat för charterbolaget, sa att några av de sexhandlingar som påstods ha ägt rum av vittnen under festen inkluderar: "Onani, oralsex, analsex, kvinna mot man, kvinna mot kvinna, leksaker, dubbel penetering, mitten av golvet, mitten av sofforna, mitten av rummet."
Städpersonalen rapporterade att de hittade använda kondomer, glidmedel, Handi Wipes, kartonger för sexleksaker.
Enligt Doyle fanns det inga droger och inga minderåriga på de två båtarna, samt inte alla Vikings-spelare ombord agerade olämpligt.